# Mathieu Hennen
Mathijs Jozef Hubert (Mathieu) Hennen (Heerlen, 24 februari 1828 – Antwerpen, 4 juni 1883) was een Belgisch pianist, muziekpedagoog en componist van Nederlandse komaf.
Mathieu, in Nederland ook bekend als Mathijs Hennen, is zoon van klokkenbouwer, horlogemaker, koopman, winkelier en amateurviolist Henricus Joseph (Henri) Hennen en Maria Gertruida Eijmael. Hij is broer van musici Arnold Hennen en Frederik Hennen en oom van Charles Hennen. Hijzelf bleef ongetrouwd.
Hij kreeg zijn eerste muziekopleiding van zijn vader en kon vervolgens studeren aan het Koninklijk Conservatorium Luik. Hij kreeg er in 1852 een eerste prijs voor zijn pianospel bij docent Etienne Ledent. Vanaf 1860 was hij muziekleraar in Antwerpen. In 1865 solliciteerde hij naar een docentfunctie bij het Koninklijk Conservatorium Antwerpen, later ook als directeur. Die functie ging echter naar Peter Benoit. Hij verbleef tot 1870 als pianoleraar wel aangesloten bij genoemd conservatorium. Hij gaf ook enige tijd les in Abdij Rolduc.
Naast uitvoerend musicus en muziekpedagoog schreef hij ook een flink aantal werken:
- Ecce panis angelorum
- Mélodie voor bariton of mezzosopraan met pianobegeleiding
- Danses voor piano
- Tarantelle voor piano
- Impromptu voor piano
- Fantaisie voor piano
- Album humoristique
- Sérénade (opus 18.1)
- Mélodie voor viool en piano (opus 16.1 )
- Pianotrio
- Pianokwartet
- Pianokwintet
- Ouverture a grand orchestre
- Pianconcert